# CD de la Creu del Sud
CD de la Creu del Sud (CD Crucis) és una estrella variable de magnitud aparent mitjana +10,89. S'hi localitza a la constel·lació de la Creu del Sud a 7 minuts d'arc de la variable BZ Crucis. És membre del cúmul Hogg 15 i s'hi troba aproximadament a 3000 parsecs (9.780 anys llum) del sistema solar.
CD Crucis és un sistema binari massiu compost per un calent estel blau de la seqüència principal de tipus espectral O5V i un estel de Wolf-Rayet de tipus WN6. Constitueix una binària eclipsant amb un període orbital de 6,24 dies, i l'òrbita és circular. La separació entre els dos estels és de 0,32 ua o 68 radis solars. L'estrella blava és la més lluminosa, amb una lluminositat bolomètrica 850.000 vegades major que la lluminositat solar; per la seva banda, l'estel de Wolf-Rayet és 120.000 vegades més lluminós que el Sol. En rajos X el parell és més lluminós del que caldria esperar considerant les components individualment; aquest excés s'atribueix a l'existència de plasma a elevada temperatura a la zona d'interacció entre els vents estel·lars dels dos estels. A més, la temperatura d'eixe plasma varia durant el cicle orbital de la binària. Aquest comportament també ha estat observat en V444 Cygni, una binària semblant a CD Crucis.
L'estel blau és 57 vegades més massiu que el Sol i el seu acompanyant té una massa de 48 masses solars. Igual que altres estels de Wolf-Rayet, aquesta component del sistema perd massa a raó de 3,0 × 10-5 masses solars per any, mentre que l'estel blau ho fa a un ritme trenta vegades menor.